# Time for 2
Time for 2 — совместный студийный альбом американской певицы Аниты О’Дэй и вибрафониста Кола Чейдера, выпущенный в 1962 году на лейбле Verve Records.
В мемуарах О’Дэй называла Чейдера «милым, прекрасным котом», а сессию «расслабляющей, лёгкой» и «весёлой».

## Отзывы критиков
| Оценки критиков               | Оценки критиков |
| Источник                      | Оценка          |
| ----------------------------- | --------------- |
| AllMusic                      | [ 4 ]           |
| Billboard                     | [ 5 ]           |
| Encyclopedia of Popular Music | [ 6 ]           |
| New Record Mirror             | [ 7 ]           |
| The Penguin Guide to Jazz     | [ 8 ]           |

В своей рецензии для AllMusic Ричард С. Джинелл написал: «О’Дэй звучит так, как будто она в восторге от отточенного афрокубинского грува Чейдера, легко скользит по ритмам, играет с мелодиями, превращая даже такую заурядную мелодию, как „Mr. Sandman“, в увлекательное путешествие. Действительно, свободная фразировка О’Дэй становится откровенно сексуальной в „That’s Your Red Wagon“ и восхитительной в кокетливой пародии Дэйва Фришберга „Peel Me a Grape“. Кроме того, благодаря одержимости Тейлора хорошей инженерией и со вкусом подобранному использованию реверберации, голос О’Дэй в его постановках звучит намного полнее и привлекательнее, чем на её альбомах, спродюсированных Норманом Гранцем».
В журнале Billboard отметили, что «альбом получился красивым и содержит ряд балладных изюминок», и что «Чейдер зажигает несколькими сильными инструментальными припевами, а его комбо аккомпанирует в высоком стиле, как в прямом, так и в латиноамериканском ритме».
Нэт Хентофф из HiFi/Stereo Review заявил, что пластинка вряд ли понравится поклонникам обоих исполнителей: «Случайное использование Чейдером латиноамериканских ритмов за мисс О’Дэй звучит искусственно, а в некоторых номерах квартету просто не хватает такого мощного джазового ритма, как у певицы. Как солист, Чейдер тоже бледен по контрасту со своей жизнерадостной коллегой. Несмотря на эти препятствия, мисс О’Дэй достаточно впечатляюща, хотя время от времени и она впадает в лукавство формулировок, которое омрачало ряд её выступлений последних лет. Но большую часть времени она поёт от души, остроумно и в своём собственном неотразимом ритме».
Рецензент британского издания New Record Mirror Джимми Уотсон заявил: «Это можно было бы отнести к категории поп-пластинок, но оба артиста в основном являются джазовыми исполнителями, несмотря на более широкую коммерческую привлекательность их работ… в частности, мисс О’Дэй. Леди, несомненно, одна из лучших джазовых/поп-исполнителей, записывающихся на сегодняшний день, и мистер Чейдер тоже не так прост в музыкальном плане. Это самый расслабляющий и развлекательный альбом, который очень понравился этому рецензенту. Я рекомендую вам тоже прислушаться».
В рецензии журнала Cash Box отметили, что О’Дэй превращает необычный материал в золотые инструменты для своего плавающего в такт пения, а Чейдер и компания подхватывают его под какой-то бурлящий аккомпанемент.

## Список композиций
1. «Thanks for the Memory» (Ральф Рейнджер, Лео Робин) — 2:45
2. «It Shouldn’t Happen to a Dream» (Дюк Эллингтон, Дон Джордж, Джонни Ходжес) — 2:59
3. «Just in Time» (Бетти Комден, Адольф Грин, Джул Стайн) — 2:47
4. «Under a Blanket of Blue» (Джерри Ливингстон, Эл Дж . Нейбург, Марти Саймс) — 2:22
5. «That’s Your Red Wagon» (Джин Де Пол, Ричард М. Джонс, Дон Рэй) — 2:49
6. «Peel Me a Grape» (Дейв Фришберг) — 3:03
7. «An Occasional Man» (Ральф Блейн, Хью Мартин) — 2:27
8. «The Party’s Over» (Бетти Комден, Адольф Грин, Джул Стайн) — 2:20
9. «I Believe in You» (Фрэнк Лессер) — 2:23
10. «Mr. Sandman» (Пэт Баллард) — 1:55
11. «Spring Will Be a Little Late This Year» (Фрэнк Лессер) — 3:24
12. «I’m Not Supposed to Be Blue Blues» (Боб Расселл) — 2:23

## Участники записи
- Анита О’Дэй — вокал
- Джонни Рей — барабаны
- Кэл Чейдер — вибрафон
- Вильфредо Висенте — конги
- Фредди Шрайбер — контрабас
- Боб Корвин, Лонни Хьюитт — фортепиано